# Keke Palmer
Lauren Keyana „Keke” Palmer (Harvey, 1993. augusztus 26. –) amerikai színésznő, énekesnő és televíziós személyiség. Számos elismerést kapott, köztük két Primetime Emmy-díjat, valamint Daytime Emmy-díj és Screen Actors Guild-díj jelölést. A Time magazin 2019-ben felvette őt a világ legbefolyásosabb embereinek listájára.
Pályafutását gyerekként kezdte a Birkanyírás 2. (2004) és a Gyapjúsapka (2004) című filmekben. Áttörő szerepét Akeelah Andersonként nyújtotta a Betűvető (2006) című filmdrámában. Olyan filmekkel folytatódott a karrierje, mint a Családi gubancok (2006), az Ugorj be! (2007), az Esélyekkel szemben (2008) és a Shrink – Dilidoki kiütve (2009).

## Élete

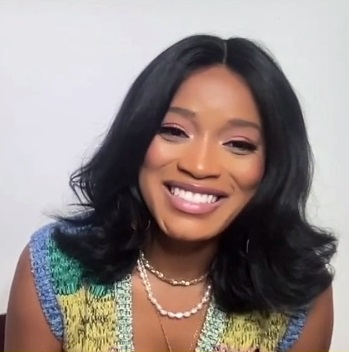
2022-ben

1993. augusztus 26-án született az Illinois állambeli Harveyben, és a közeli Robbinsban nőtt fel. Katolikus családban nőtt fel. Szülei, Sharon és Lawrence „Larry” Palmer, akik a színművészeti iskolában ismerkedtek meg, mindketten hivatásos színészként dolgoztak, mielőtt állandó állást vállaltak volna. Katolikus diakónus édesapja egy poliuretán gyárban dolgozik, míg édesanyja autista gyerekekkel foglalkozó középiskolai tanár. A „Keke” becenév nem a „Keyana” rövidítése: Palmer szerint a neve azért lett ez, mert a nővére, Loreal, még azelőtt, hogy ő megszületett volna, egy Keke nevű képzeletbeli barátja volt. A 2022-ben a Glamour magazinnak adott interjúban Palmer elmondta, inkább a Lauren nevet használja, és „jobban szereti, ha a keresztnevén szólítják.” Palmer először egy templomban énekelt, majd egy chicagói turisztikai látványosság színpadán lépett fel. 2002-ben, kilencévesen meghallgatásra jelentkezett Az oroszlánkirály című színdarabhoz.

## Pályafutása

### 2000-es évek
2004-ben megkapta első filmszerepét a Birkanyírás 2. című filmben. 2005-ben lemezszerződést írt alá az Atlantic Records kiadóval. Ugyanebben az évben szerepelt a Sakklépések című tévéfilmben, valamint a Second Time Around és a Vészhelyzet című sorozatokban. Szintén 2005-ben Ralph Farquhar producer segített megszerezni a főszerepet a Disney Channel Keke and Jamal című próbaepizódjában. A próbaepizód végül nem rendelték be, így soha nem került adásba.
2006-ban áttörést ért el színészi pályáján a Betűvető című film főszerepével, amelyben  Akeelah-t alakította, egy okos, 11 éves kislányt, aki szegény környékről származik, és részt vesz a Scripps National Spelling Bee helyesíró versenyen. Moira Macdonald, a The Seattle Times újságírója úgy írta, hogy Palmer „vonzó hősnő”. A szerepért elnyerte a Black Reel-díjat és az NAACP Image-díjat. Szintén 2006-ban mellékszereplő volt a Családi gubancok című filmben. A következő évben feltűnt a Tiszta vér című thrillerben, majd főszerepet kapott az Ugorj be! című tévéfilmben. Ezenkívül szerepelt a Tyler Perry’s House of Payne és a Just Jordan című sorozatokban is. 2007. szeptember 18-án jelent meg Palmer debütáló albuma, a So Uncool, amely a 86. helyen szerepelt a Billboard Top R\&B/Hip-Hop Albums listáján az Egyesült Államokban.
2008-ban a Nickelodeon True Jackson, VP című vígjátéksorozat főszereplője volt, amelyben a címszereplőt alakította. A sorozat főcímdalát is Palmer írta és énekelte. A True Jackson, VP epizódonként 20 000 dollárt hozott számára, amivel a negyedik legjobban fizetett gyereksztár lett a televízióban. 2009 júliusában Jane Siskin divattervező a Walmart számára egy, a True Jackson, VP által inspirált ruhakollekciót készített, amelynek minden darabját Palmer hagyta jóvá. 2008-ban főszereplője volt The Longshots című filmben is. A True Jackson, VP 2011-ben ért véget.

### 2010-es évek

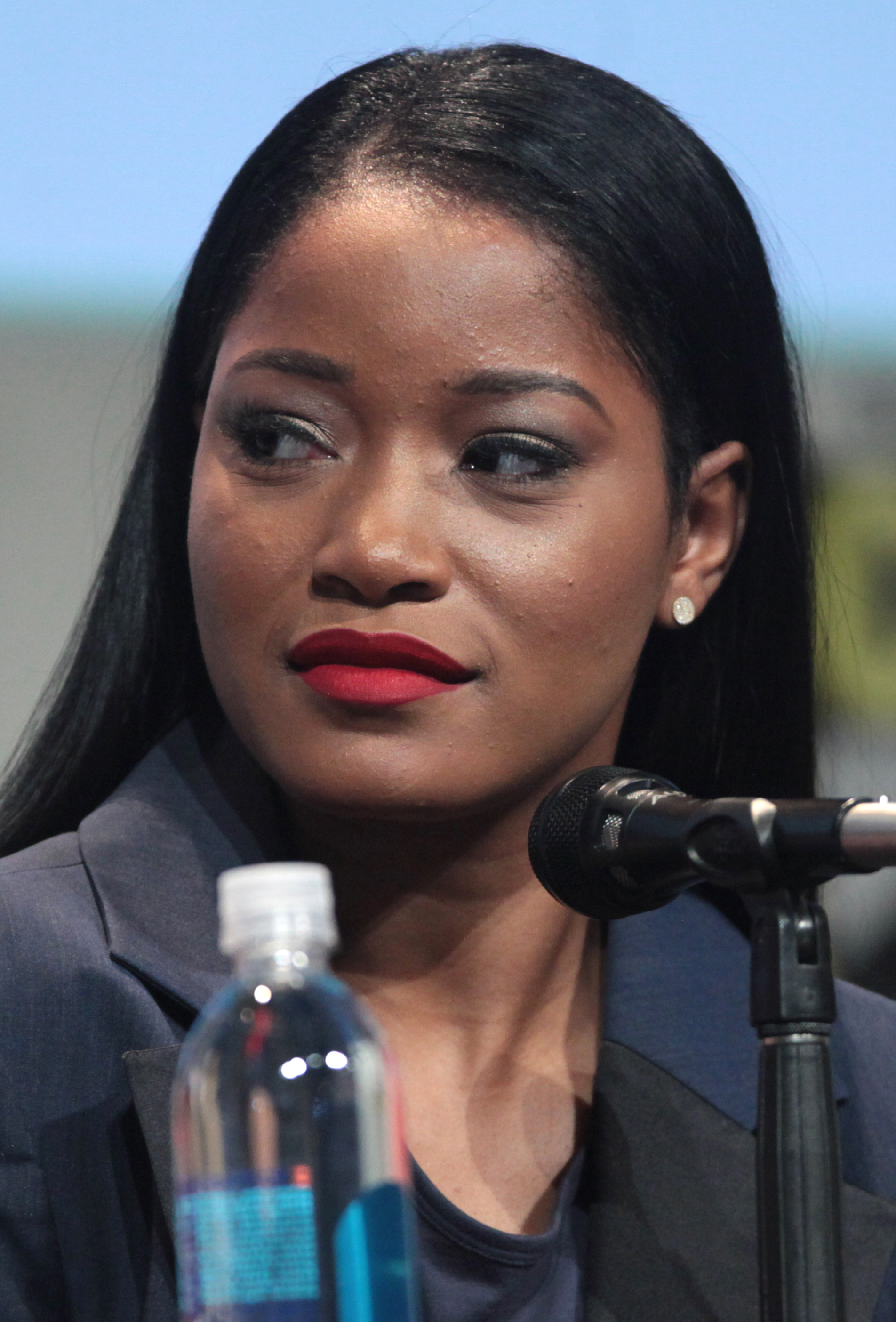
A 2015-ös San Diego Comic-Conon

Aisha hangjaként debütált a Nickelodeon Winx Club című sorozatának újraindításában. Szinkronszínészi munkájáért NAACP Image Award-jelölést kapott. 2012-ben az Örömzene című filmben szerepelt, amelyet 2012 januárjában mutattak be. Producerként és főszereplőként közreműködött a Poprongyos című televíziós zenés filmben, valamint Kisbarack hangját adta a Jégkorszak 4. – Vándorló kontinens animációs filmben. 2012 júliusában kiadta a You Got Me című kislemezt Kevin McCall közreműködésével. A dal videóklipje 2012. július 11-én jelent meg.  Október 1-jén kiadta Keke Palmer című mixtape-jét.
2013-ban Rozonda „Chilli” Thomast alakította a TLC együttesről készült CrazySexyCool: The TLC Story című életrajzi filmben, amelyet októberben sugárzott a VH1.
2014-ben szerepelt az Animal című horrorfilmben, amelyet június 17-én mutattak be. Ezt követően a Showtime Masters of Sex című drámasorozatának második évadában visszatérő szereplőként alakította Coralt, a dadát. Ugyanebben az évben műsorvezetője lett a BET nappali talkshow-jának, a Just Keke-nek. Ezzel a televíziózás történetének egyik legfiatalabb talkshow-házigazdája lett; magát a műsort pedig „úttörőnek” és „frissnek” nevezték. 2014 szeptemberében Palmer lett az első afroamerikai színésznő, aki a Broadway-n a Hamupipőke című musical címszerepét játszotta. Utolsó előadását a darab záróestjén, 2015. január 4-én adta elő.  Még ugyanebben az évben bejelentette, hogy szerződést kötött az Island Records kiadóval.
2015 szeptembere és 2016 decembere között Zayday Williamst alakította a Ryan Murphy által készített Scream Queens – Gyilkos történet című horror-vígjátéksorozatban. 2016 januárjában Marty Maraschino szerepét játszotta a Grease élő című televíziós különkiadásban. A Rolling Stone újságírója, Brittany Spanos Palmer alakítását „kiemelkedőnek” nevezte, kiemelve „határozottságát, magabiztosságát és csípős humorérzékét”. Júniusban kiadta a Waited to Exhale című albumát, amelyet még a True Jackson, VP forgatása idején írt, de a kiadói problémák és „a szorongásból fakadó habozása” miatt korábban nem jelent meg. November 4-én megjelentette második középlemez, Lauren címmel, amelyhez egy 17 perces, azonos című kisfilm is készült, és kizárólag a Billboard weboldalán mutatták be. 2017-ben kiadta önéletrajzi könyvét I Don't Belong to You: Quiet the Noise and Find Your Voice címmel. Ugyanebben az évben csatlakozott a Berlin Station című drámasorozathoz annak második évadában
2019 áprilisában vendég-műsorvezetőként kezdett el szerepelni az ABC nappali talkshow-jában, a Strahan and Sara-ban, eleinte időnként helyettesítve Michael Strahant, majd júniustól rendszeresebben, Sara Haines szülési szabadsága idején. Csatlakozott a Sikoly című slasher tévésorozat harmadik évadához állandó szereplőként, Kym Johnsont alakítva, amely 2019. július 8-án debütált. Augusztus 26-án a Strahan and Sara harmadik állandó műsorvezetője lett, ekkor a műsort Strahan, Sara and Keke-re nevezték át. Szeptemberben egy „szerelmes sztriptíztáncosnőt” alakított a Lorene Scafaria által rendezett A Wall Street pillangói című bűnügyi drámában. Elénekelte a Giants című dalt a True Damage nevű virtuális formáció tagjaként, amelyben a League of Legends videójátékban Senna nevű karakterét szinkronizálja, a 2019-es világbajnokság alkalmából. A dalban Becky G és Soyeon énekesnők, valamint Duckwrth és Thutmose rapperek is közreműködnek a formáció többi tagjaként. Novemberben a True Damage élőben is előadta a dalt a döntő nyitóceremóniáján.

### 2020-as évek
A Strahan, Sara and Keke váratlanul véget ért 2020 márciusában, amikor a koronavírus-világjárvány miatt a stúdióműsorok élő adása leállt, és az ABC a műsorsávot hírek felé tolta. Később Daytime Emmy-díjra jelölték a Kiemelkedő műsorvezető szórakoztató talkshow kategóriában Haines és Strahan mellett. Ugyanabban az évben elkezdett szerepelni egy webes vígjátéksorozatban, a Turnt Up with the Taylors-ben, ahol ő alakít minden karaktert. Augusztus 28-án kiadta a Virgo Tendencies, Pt. 1 című középlemezét. Augusztus 30-án Palmer vezette a 2020-as MTV Video Music Awardot, ahol előadta a Snack című dalát is. Decemberben kiadta a folytatást, a Virgo Tendencies, Pt. 2-t. A következő évben elnyerte a Primetime Emmy-díjat a Legjobb színésznő (rövid műsoridejű vígjáték-vagy drámasorozat) kategóriában a Turnt Up with the Taylors szerepléséért. Ugyanabban az évben rövid ideig vezette a klasszikus 90-es évekbeli MTV társkereső show, a Singled Out rebootját, Joel Kim Boosterrel mint társműsorvezető a rövid életű Quibi online streaming platformon. 2021-ben Palmer vezette a Foodtastic című valóságverseny-sorozatot a Disney+-on.
2022-ben szerepelt az Alice című filmben, amelyet Krystin Ver Linden rendezett, és amely a 2022-es Sundance Filmfesztiválon tartotta világpremierjét. Narrátorként szerepelt a Szépségipar titkai című dokumentumfilmben, amely a szépségipart vizsgálta, és amelyet Kirby Dick és Amy Ziering rendezett az HBO Max számára. Palmer szinkronizálta Izzy Hawthorne karakterét a Pixar animációs filmjében, a Lightyear-ben, amely a Toy Story – Játékháború filmek spinoffja. Ugyanebben az évben szerepelt Emerald Haywood szerepében a Jordan Peele rendezte sci-fi horror, a Nem című filmben, amelyért kritikai figyelmet kapott; alakításáért elnyerte a New York Film Critics Circle-díjat a Legjobb mellékszereplő kategóriában. 2022 augusztusában Palmer debütált az NBC játékshow, a Password rebootjának műsorvezetőjeként, ahol Jimmy Fallon volt a vezető producer és állandó hírességvendég. A Karma’s World utolsó három epizódjában Cece Dupree hangját adta.
2023. február 9-én bejelentették, hogy Sacha Baron Cohen oldalán szerepelt David O. Russell Super Toys című filmjében. A film egy, az 1970-es években játszódó korabeli történet. 2023 júniusában bejelentették, hogy  színészként meghívták a Filmakadémia tagjai közé. Szerepelt Usher Boyfriend című dalának videoklipjében, amely 2023. augusztus 16-án jelent meg. 2024 júniusában megalapította a DivaGurl nevű lányegyüttest; a formáció hasonló a Pussycat Dollshoz, ahol Nicole Scherzinger az énekesnő, és Palmer a DivaGurl vezető énekese. 2025-ben SZA mellett társ-főszereplője volt az Ez egy olyan nap című filmnek, amely széles körű kritikai elismerést kapott.

## Magánélete

### Egészsége
Palmer amblyopiában szenved, és élete nagy részében policisztás petefészek-szindrómával küzdött. Szorongással és depresszióval is küzdött.

### Szexualitása
Palmer kijelentette, hogy nem szeretné, ha szexualitását címkékkel határoznák meg; úgy véli, az embereknek rugalmasnak kell lenniük önmaguk címkézésében, mivel identitásuk változhat. 2017 februárjában, a The Wendy Williams Show című műsorban, amikor Wendy Williams megkérdezte tőle, szexuálisan rugalmas-e, Palmer így válaszolt: „Igen, azt szeretem, aki szeret engem. A szerelmet az egyén határozza meg, és amit ma érzek, nem feltétlenül az, amit öt év múlva fogok érezni. Nem akarom magam egy érzéshez vagy egy elképzeléshez kötni.” 2023-ban, amikor a Los Angeles LGBT Centerben átvette a díjat, elmondta, hogy „mindig is elfogadottnak érezte magát és a közösség részének tekintette magát” az LMBT közösségben.
2019-ben a #YouKnowMe kampány részeként Twitteren osztotta meg, hogy 24 évesen abortuszon esett át. 2024-ben a People magazinnak adott interjúban elárulta, hogy gyerekként molesztálták, és csak akkor jött rá erre, amikor elolvasta egy szexuális visszaélésekről szóló könyvet.

### Párkapcsolatai

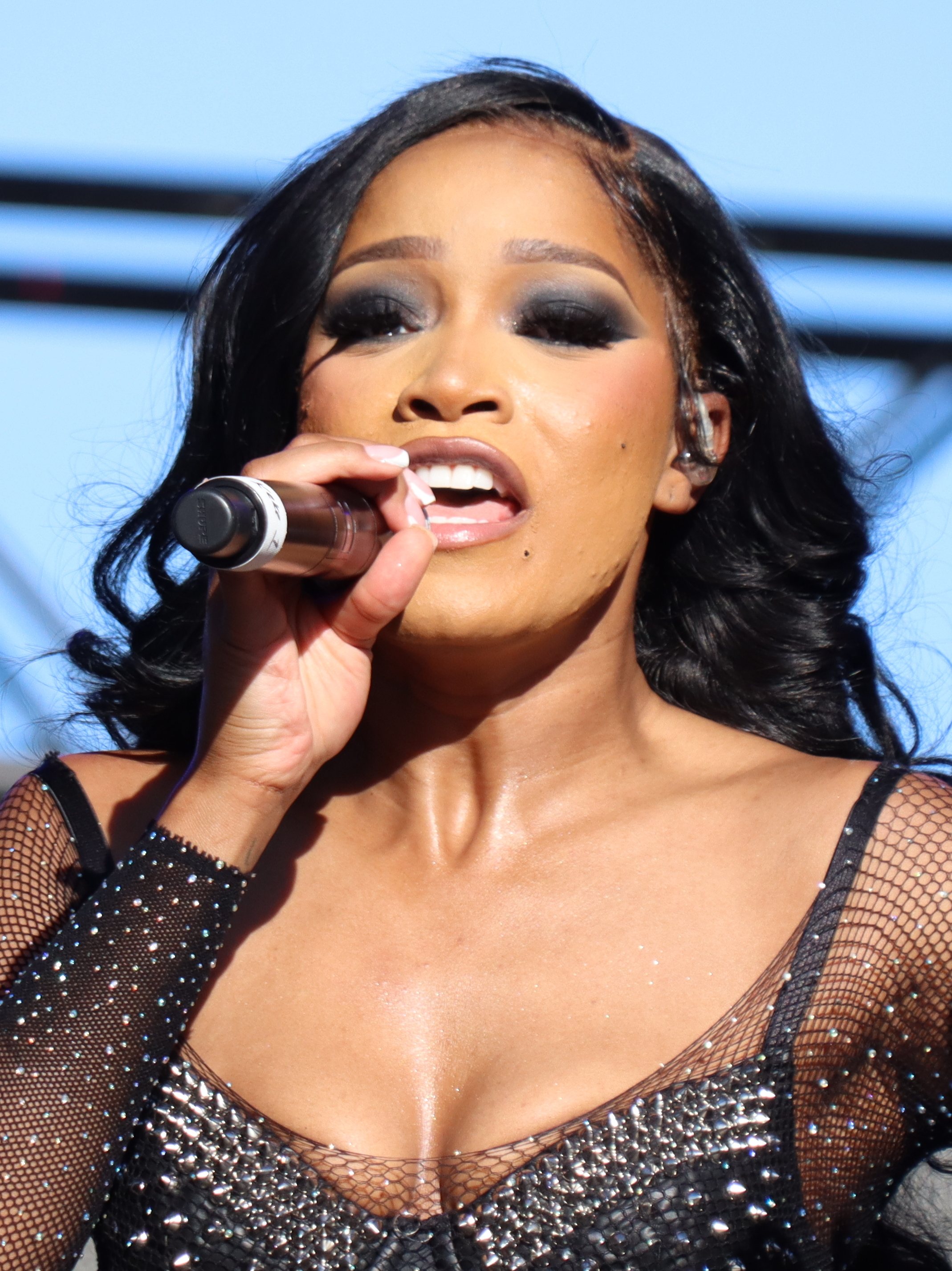
Palmer 2024-es fellépése a Capital Pride Fesztiválon

Palmer nyilvánosan beszélt viharos kapcsolatáról Trey Songz énekessel, miután az állítólag 2017-ben egy partin rábeszélte, hogy szerepeljen egy videóklipben. A nő „szexuális zaklatással” vádolta az énekest, és elárulta; egy szekrénybe bújt el, nehogy Songz lefilmezze és szidalmazza, és csak később jött rá – ő és barátai felvették őt anélkül, hogy tudott volna róla. Songz a The Breakfast Club rádió műsorban adott interjúban tagadta a vádakat, és kijelentette: „Nem vettem fel őt filmre az ő engedélye nélkül. Nem érdekel annyira, hogy Keke Palmert két másodpercre becsempésszem a videóba.”
2021 júniusában elkezdett randizni Darius Jackson fitneszedzővel. 2022. december 3-án, a Saturday Night Live műsorvezetőjeként Palmer bejelentette, hogy első gyermekét várja Jacksonnal. A fiuk 2023 februárjában született meg. Palmer és Jackson 2023 októberében váltak el, miután kapcsolatuk során több alkalommal is állítólagos családon belüli erőszakos incidensek történtek. Ugyanazon év novemberében a nő ideiglenes távoltartási végzést intézett Jackson ellen, és ideiglenes felügyeleti jogot kapott fiukra. 2024 májusában visszavonta a kérelmeket, és a családon belüli erőszak miatti távoltartási végzés meghallgatását is törölték.

## Filmográfia

### Film
| Év   | Magyar cím                                           | Eredeti cím                               | Szerep                    | Magyar hang     |
| ---- | ---------------------------------------------------- | ----------------------------------------- | ------------------------- | --------------- |
| 2004 | Birkanyírás 2.                                       | Barbershop 2: Back in Business            | Gina unokahúga            |                 |
| 2006 | Betűvető                                             | Akeelah and the Bee                       | Akeelah Anderson          | Lamboni Anna    |
| 2006 | Családi gubancok                                     | Madea's Family Reunion                    | Nikki Grady               |                 |
| 2007 | Tiszta vér                                           | Cleaner                                   | Rose Cutler               | Mezei Kitty     |
| 2008 | Esélyekkel szemben                                   | The Longshots                             | Jasmine Plummer           | Pekár Adrienn   |
| 2008 | Állati mesék 2. – Teknős vs. Nyúl                    | Unstable Fables: Tortoise vs. Hare        | Crystal Tortoise (hangja) |                 |
| 2009 | Shrink – Dilidoki kiütve                             | Shrink                                    | Jemma                     | Lamboni Anna    |
| 2012 | Jégkorszak 4. – Vándorló kontinens                   | Ice Age: Continental Drift                | Kisbarack (hangja)        | Patkó Csenge    |
| 2012 | Örömzene                                             | Joyful Noise                              | Olivia Hill               |                 |
| 2012 | Winx Club – A mozifilm: Az elveszett királyság titka | Winx Club: The Secret of the Lost Kingdom | Aisha (hangja)            |                 |
| 2013 |                                                      | Winx Club 3D: Magical Adventure           | Aisha (hangja)            |                 |
| 2014 | Ragadozó                                             | Animal                                    | Alissa                    |                 |
| 2014 |                                                      | Imperial Dreams                           | Samaara                   |                 |
| 2015 |                                                      | Brotherly Love                            | Jackie                    |                 |
| 2016 | Jégkorszak – A nagy bumm                             | Ice Age: Collision Course                 | Kisbarack (hangja)        | Patkó Csenge    |
| 2018 |                                                      | Pimp                                      | Wednesday                 |                 |
| 2019 | A Wall Street pillangói                              | Hustlers                                  | Mercedes                  | Pikali Gerda    |
| 2020 |                                                      | 2 Minutes of Fame                         | Sky                       |                 |
| 2022 | Alice                                                | Alice                                     | Alice                     |                 |
| 2022 | Jennifer Lopez: Félidő                               | Jennifer Lopez: Halftime (dokumentumfilm) | Önmaga                    |                 |
| 2022 | Lightyear                                            | Lightyear                                 | Izzy Hawthorne (hangja)   | Staub Viktória  |
| 2022 | Nem                                                  | Nope                                      | Emerald "Em" Haywood      | Szilágyi Csenge |
| 2023 |                                                      | Under the Boardwalk                       | Ramona (hangja)           |                 |
| 2024 |                                                      | This Is Me... Now: A Love Story           | Scorpio                   |                 |
| 2025 | Ez egy olyan nap                                     | One of Them Days                          | Dreux                     | Mikecz Estilla  |
| 2025 | A fuvar                                              | The Pickup                                | Zoe                       | Lamboni Anna    |
| 2025 | Jó szerencse                                         | Good Fortune                              | Elena                     |                 |

### Televízió
| Év        | Magyar cím                               | Eredeti cím                            | Szerep                          | Megjegyzés                                                                                              |
| --------- | ---------------------------------------- | -------------------------------------- | ------------------------------- | --- |
| 2004      | Döglött akták                            | Cold Case                              | Arletta (1939)                  | 1 epizód                                                                                                |
| 2004      | Mrs. Klinika                             | Strong Medicine                        | Sarina                          | 1 epizód                                                                                                |
| 2004      | Gyapjúsapka                              | The Wool Cap                           | Lou                             | tévéfilm                                                                                                |
| 2005      | Vészhelyzet                              | ER                                     | Janell Parkerson                | 1 epizód                                                                                                |
| 2005      | Sakklépések                              | Knights of the South Bronx             | Kenya Russell                   | tévéfilm                                                                                                |
| 2005      | Esküdt ellenségek: Különleges ügyosztály | Law & Order: Special Victims Unit      | Tasha Wright                    | 1 epizód                                                                                                |
| 2005      |                                          | Second Time Around                     | Sharlene                        | 1 epizód                                                                                                |
| 2007      | Ugorj be!                                | Jump In!                               | Mary Thomas                     | tévéfilm                                                                                                |
| 2007      |                                          | Just Jordan                            | C. C. Livingston                | 1 epizód                                                                                                |
| 2007      |                                          | Tyler Perry's House of Payne           | Nikki Grady                     | 1 epizód                                                                                                |
| 2008–2011 | True Jackson, VP                         | True Jackson, VP                       | True Jackson                    | főszerep                                                                                                |
| 2010      | A Cleveland-show                         | The Cleveland Show                     | Brandi (hangja)                 | 1 epizód                                                                                                |
| 2011      | A Degrassi gimi                          | Degrassi: The Next Generation          | Önmaga                          | 1 epizód                                                                                                |
| 2011–2015 | Winx Club                                | Winx Club                              | Aisha (hangja)                  | - főszereplő (3–6. évad) - magyar hangja: - Böhm Anita (1. szinkron) - Bogdányi Titanilla (2. szinkron) |
| 2012      |                                          | Abducted: The Carlina White Story      | Carlina White                   | tévéfilm                                                                                                |
| 2012      | Poprongyos                               | Rags                                   | Kadee Worth                     | tévéfilm                                                                                                |
| 2013      | 90210                                    | 90210                                  | Elizabeth Royce Harwood         | mellékszerep (5. évad)                                                                                  |
| 2013      |                                          | CrazySexyCool: The TLC Story           | Rozonda "Chilli" Thomas         | tévéfilm                                                                                                |
| 2013      | A kör bezárul                            | Full Circle                            | Chan'dra Stevens                | 1 epizód                                                                                                |
| 2013      | Key és Peele                             | Key & Peele                            | Malia Obama                     | 1 epizód                                                                                                |
| 2014      | Family Guy                               | Family Guy                             | Pam (hangja)                    | 1 epizód                                                                                                |
| 2014      | A Grace klinika                          | Grey's Anatomy                         | Sheryll Jeffries                | 1 epizód                                                                                                |
| 2014      |                                          | Just Keke                              | önmaga                          | házigazda                                                                                               |
| 2014      |                                          | Masters of Sex                         | Coral Anders                    | mellékszerep (2. epizód)                                                                                |
| 2014      |                                          | Single Ladies                          | önmaga                          | 1 epizód                                                                                                |
| 2014      |                                          | The Trip to Bountiful                  | Thelma                          | tévéfilm                                                                                                |
| 2015–2016 | Scream Queens – Gyilkos történet         | Scream Queens                          | Zayday Williams                 | főszerep                                                                                                |
| 2016      | Bubbi Guppik                             | Bubble Guppies                         | Stylee (hangja)                 | 1 epizód                                                                                                |
| 2016      | Jégkorszak – Húsvéti küldetés            | Ice Age: The Great Egg-Scapade         | Kisbarack (hangja)              | - különkiadás - magyar hangja: - Patkó Csenge                                                           |
| 2016      | Grease élő                               | Grease: Live                           | Marty Maraschino                | - különkiadás - magyar hangja: - Laurinyecz Réka                                                        |
| 2016      | MC2 küldetés                             | Project Mc                             | Nov8 ügynök                     | 1 epizód                                                                                                |
| 2016      |                                          | Real Husbands of Hollywood             | önmaga                          | 1 epizód                                                                                                |
| 2017–2019 | Berlini küldetés                         | Berlin Station                         | April Lewis                     | főszerep (2–3. évad)                                                                                    |
| 2017–2019 | Kegyetlen csillogás                      | Star                                   | Gigi Nixon                      | mellékszerep (2–3. évad)                                                                                |
| 2019      | Robotcsirke                              | Robot Chicken                          | Fraülen Hapstein (hangja)       | 1 epizód                                                                                                |
| 2019      |                                          | Scream: Resurrection                   | Kym                             | főszerep (3. évad)                                                                                      |
| 2019–2020 |                                          | Strahan, Sara and Keke                 | önmaga                          | társ-házigazda                                                                                          |
| 2020      |                                          | The Disney Family Singalong: Volume II | önmaga                          | televíziós különkiadás                                                                                  |
| 2020      |                                          | MTV Video Music Awards                 | önmaga                          | házigazda                                                                                               |
| 2020      | A filter mögött                          | Nickelodeon's Unfiltered               | önmaga                          | - 1 epizód - magyar hangja: - Lamboni Anna                                                              |
| 2020      |                                          | Singled Out                            | önmaga                          | házigazda                                                                                               |
| 2021-2025 | Hormonokkal túlfűtve                     | Big Mouth                              | Rochelle Hillhurst (hangja)     | 7 epizód                                                                                                |
| 2021      |                                          | 2021 World Series                      | önmaga                          | énekes                                                                                                  |
| 2021      | Bizonytalan                              | Insecure                               | Kira                            | 1 epizód                                                                                                |
| 2022      | Szépségipar titkai                       | Not So Pretty                          | narrátor (hangja)               | dokumentumfilm                                                                                          |
| 2022      |                                          | Legendary                              | önmaga                          | bíró (3. évad)                                                                                          |
| 2022      |                                          | Karma's World                          | Cece Dupree (hangja)            | 1 epizód                                                                                                |
| 2022      |                                          | Saturday Night Live                    | önmaga / házigazda              | 1 epizód                                                                                                |
| 2022–2023 | Emberi erőforrások                       | Human Resources                        | Rochelle Hillhurst (hangja)     | - főszereplő - magyar hangja: - Gubik Petra                                                             |
| 2022–     | A Proud család: Kamaszok és panaszok     | The Proud Family: Louder and Prouder   | Maya Leibowitz-Jenkins (hangja) | - főszereplő - magyar hangja: - Tamási Nikolett                                                         |
| 2022–     |                                          | Password                               | önmaga                          | házigazda                                                                                               |
| 2023      |                                          | That's My Jam                          | önmaga / házigazda              | 1 epizód                                                                                                |
| 2023      |                                          | Revolt                                 | önmaga                          | 1. évad (17 epizód)                                                                                     |
| 2023      | Az afterparti                            | The Afterparty                         | Danner                          | 1 epizód                                                                                                |
| 2024      | A galaxis második legjobb kórháza        | The Second Best Hospital in the Galaxy | Dr. Klak (hangja)               | főszerep                                                                                                |
| 2024      | RuPaul: Drag Queen leszek! – Sztárparádé | RuPaul's Drag Race All Stars           | önmaga / vendégbíró             | 1 epizód                                                                                                |